# Albert Ladenburg

Struttura prismatica ipotizzata da Ladenburg per la molecola del benzene

Albert Ladenburg (Mannheim, 2 giugno 1842 – Breslavia, 15 agosto 1911) è stato un chimico tedesco.

## Biografia
Ladenburg fu figlio di una famosa famiglia ebrea di Mannheim, studiò matematica e lingue moderne a Karlsruhe, successivamente chimica e fisica a Heidelberg con Robert Bunsen ed infine fisica a Berlino. Poté lavorare al dottorato a Heidelberg. A Gand lavorò per sei mesi con Kekulé, il quale introdusse la teoria strutturale. Lavorò per 18 mesi a Parigi con Charles Friedel su organosiliconi e composti dello stagno. Ladenburg lavorò con Kekulé sulla struttura del benzene, ma la sua teoria che il benzene fosse una molecola di struttura prismatica si rivelò successivamente errata. Nel 1900 Ladenburg fondò il Chemische Gesellschaft Breslau, il quale amministrò fino al 1910. Suo figlio Rudolf Ladenburg (1882-1952) divenne fisico atomico.